# Voconcios
Los voconcios (en latín Vocontii) fueron un pueblo de la Galia Narbonense, entre el Ródano y los Alpes.
Aníbal pasó por su territorio cuando cruzó los Alpes.
Ptolomeo menciona solo una ciudad con el nombre de Vasio como ciudad de los voconcios. Julio César dice que tenían como vecinos al norte los alóbroges, y Estrabón sitúa al este a los Cavares (cuya situación no está bien determinada). Al norte de Vasio (Civitas Vasiensium o Vasionensium) estaba la ciudad de Dea (Civitas Deentium) y entre ambas la de Lucus Augusti. Los voconcios vivían entre el Isère y el Durance, en los actuales Vaison y Die y parte de los países de Gap y Sisteron, esto es, parte del departamento del Droma. Plinio el Viejo los menciona como federados con Roma y dice que su capital era Vasio y la segunda ciudad Lucus Augusti, y en total dice que tenían otros 19 poblados más. 
Vasio Vocontiorum es la actual Vaison-la-Romaine » Un voconcio destacado fue el historiador Pompeyo Trogo.